# 深海黑魚
深海黑魚，為輻鰭魚綱水珍魚目管肩魚科的其中一種，為深海魚類，分布於全球熱帶、亞熱帶海域，深度450-4376公尺，體長可達34公分，棲息在底中層水域，生活習性不明。

## 扩展阅读
維基物種上的相關：深海黑魚